# ژیوکو آتاناسوف
ژیوکو آتاناسوف (بلغاری: Живко Атанасов؛ زادهٔ ۳ فوریهٔ ۱۹۹۱) بازیکن فوتبال اهل بلغارستان است.
از باشگاه‌هایی که در آن بازی کرده است می‌توان به باشگاه فوتبال لفسکی صوفیه اشاره کرد.
وی همچنین در تیم ملی فوتبال بلغارستان بازی کرده است.